# رفیق (فیلم ۲۰۰۳)
رفیق (نروژی: Buddy) یک فیلم نروژی به کارگردانی مورتن تیلدام است که در سال ۲۰۰۳ منتشر شد. این فیلم در سال ۲۰۰۴ برندهٔ ۲ جایزه آماندا شد. این فیلم در جشنواره بین‌المللی فیلم کارلووی واری در میان ۲۰۰ فیلم، برندهٔ «جایزهٔ ویژه ببیندگان» شد.